# Actinidia arguta
Actinidia arguta (Siebold & Zucc.) Planch. ex Miq., 1867 è una pianta appartenente alla famiglia delle Actinidiacee.
Produce dei piccoli frutti (della dimensione di una noce) che assomigliano ai frutti del kiwi. Si trova in taluni supermercati con il nome di "Nergi".

## Descrizione
Actinidia arguta è una liana rampicante che raggiunge tra i 6 e i 10 metri di altezza.

### Frutto
Fruttifica a metà autunno, in piccoli grappoli di 4-5 frutti ogni 10 centimetri di ramo, dando quindi un raccolto molto abbondante. I frutti sono simili ai kiwi, ma sono grandi come una noce, verdi e senza la peluria esterna tipica di quella specie. In base alla maturazione raggiunta possono diventare rossastri o violacei e particolarmente morbidi. Si distinguono dal kiwi anche per il sapore più dolce e per la buccia che non deve essere tolta per mangiare il frutto.

## Tassonomia
Actinidia arguta è stata descritta per la prima volta nel 1843 da Philipp Franz von Siebold e Joseph Gerhard Zuccarini, che le diedero il nome di Trochostigma argutum. Essa è stata spostata nel genere Actinidia nel 1867 da Friedrich Anton Wilhelm Miquel.

### Varietà
Sono state descritte le seguenti varietà:
- Actinidia arguta var. arguta
- Actinidia arguta var. giraldii (Diels) Vorosch.
- Actinidia arguta var. hypoleuca (Nakai) Kitam.

Actinidia arguta var. giraldii è stata classificata per la prima volta da Ludwig Diels come specie (Actinidia giraldii) nel 1905, ma nel 1972 è stata ridotta ad una varietà di A. arguta da Vladimir Nikolaevich Voroschilov.
Actinidia arguta var. hypoleuca è stata classificata come specie (Actinidia hypoleuca) da Takenoshin Nakai nel 1904, ma è stata ridotta ad una varietà di A. arguta nel 1980 da Siro Kitamura.